# Emilio Larraz
Emilio Larraz López (Zaragoza, España, 18 de febrero de 1968) es un entrenador de fútbol español. Actualmente dirige al Deportivo Aragón de la Segunda Federación, filial del Real Zaragoza.

## Trayectoria
Ha desarrollado casi toda su carrera en equipos aragoneses de la Tercera y Segunda División B de España. 
Más tarde, sería entrenador del Club Deportivo Ebro, de la ciudad de Zaragoza que debutó en la categoría de bronce española en la temporada 2015-16, conjunto que entrenó durante tres temporadas.
En julio de 2018 pasó a dirigir al Racing Club de Ferrol de Tercera División de España, al que consiguió ascender a Segunda División B de España al final de dicha temporada. Tras dos campañas y media, el 10 de febrero de 2021, es cesado como entrenador del Racing Club de Ferrol, siendo sustituido por Cristóbal Parralo. 
El 3 de julio de 2021, firma por el Deportivo Aragón de la Tercera División RFEF, en la que será su tercera etapa a cargo del filial, al que regresa tras salir en 2014.

## Clubes
| Club              | País   | Año         |
| ----------------- | ------ | ----------- |
| C. F. Illueca     | España | 1998 - 1999 |
| Andorra C. F.     | España | 2000 - 2002 |
| C. D. Sariñena    | España | 2003 - 2004 |
| Andorra C. F.     | España | 2004 - 2007 |
| C. D. Teruel      | España | 2007 - 2009 |
| C. D. La Muela    | España | 2009 - 2010 |
| Real Zaragoza "B" | España | 2010 - 2011 |
| C. D. Sariñena    | España | 2011 - 2013 |
| Real Zaragoza "B" | España | 2013 - 2014 |
| C. D. Ebro        | España | 2015 - 2018 |
| Racing de Ferrol  | España | 2018 - 2021 |
| Deportivo Aragón  | España | 2021 -      |